# Beflapje

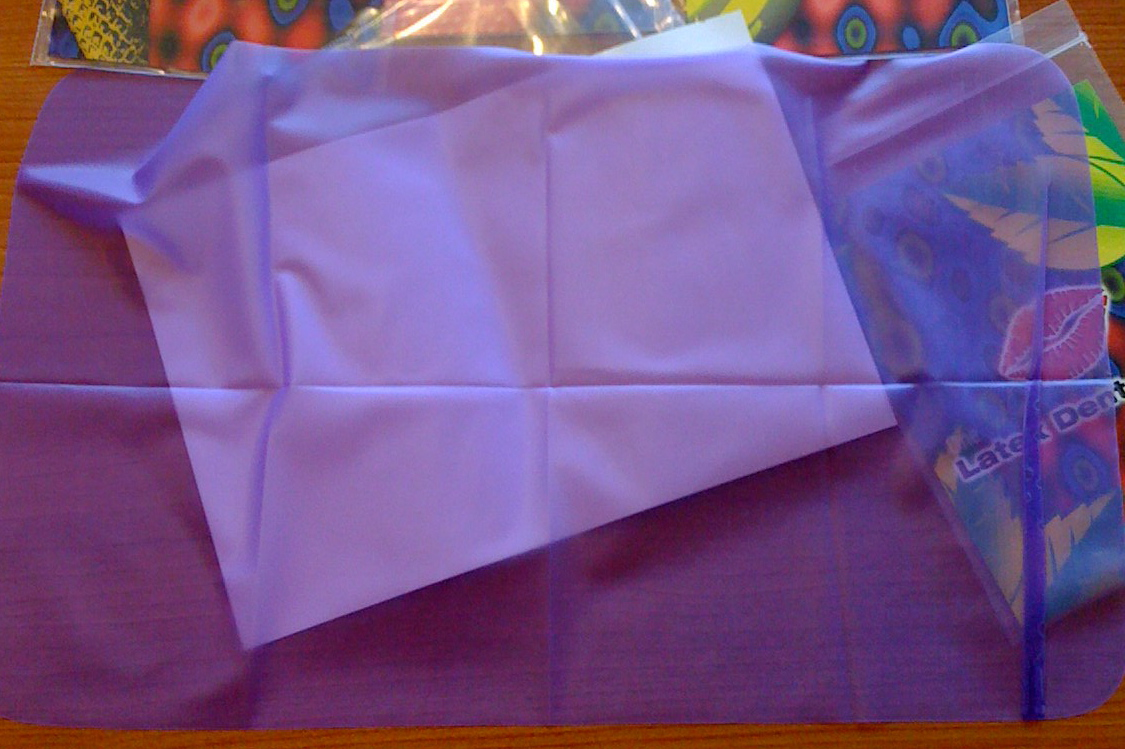
Beflapje

Het beflapje, ook wel liklapje genoemd, is een hulpmiddel om een SOA te voorkomen.
Het dunne lapje, vaak gemaakt van rubber, wordt over de vulva gelegd ter bescherming tijdens het beffen. Door het dunne materiaal heen kan dan met de mond en de tong de clitoris en de vulva gestimuleerd worden. Hierdoor worden zowel vulva en vagina van de ontvanger als de mond van de gever beschermd tegen overdraagbare bacteriën en ziektes (SOA). Het beflapje kan ook gebruikt worden tijdens anaal likken.